# Partido Necochea
Necochea ist ein Partido an der Atlantikküste der Provinz Buenos Aires in Argentinien. Laut einer Schätzung von 2019 hat der Partido 95.783 Einwohner auf 4.455 km². Der Verwaltungssitz ist die Stadt Necochea.

## Geschichte
Der Partido wurde am 19. Juli 1865 gegründet und die Siedlung wurde am 12. Oktober 1881 von Ángel Ignacio Murga gegründet. Die Stadt Necochea erhielt ihren Status als Stadt am 26. Juli 1911.

## Orte
Necochea ist in 4 Ortschaften und Städte, sogenannte Localidades, unterteilt.
- Necochea
- Quequén
- Juan Nepomuceno Fernández
- La Dulce (Nicanor Olivera)

## Wirtschaft
Die Wirtschaft von Necochea profitiert von einem Zustrom von Touristen aus Gran Buenos Aires während der Sommerferienzeit (Dezember–Februar).
Die wichtigsten Elemente der nicht-touristischen Wirtschaft sind die Landwirtschaft, die Produktion von Agrarchemikalien und Biodiesel.